# Umberto Giordano
Umberto Giordano (Foggia, 28 d'agost de 1867 - Milà, 12 de novembre de 1948) fou un compositor italià que va compondre fonamentalment òpera, algunes de les quals han aconseguit consolidar-se en el repertori internacional.

## Principis
El seu pare, farmacèutic, volia que estudies medicina; però un amic de la família intervingué a favor de la vocació musical del noi i després d'ensenyar-li les primeres nocions de piano i de solfeig, el posà en mans de Luigi Gissi i Giuseppe Signorelli. Als catorze anys, Umberto Giordano va suspendre l'examen d'ingrés en el Conservatorio San Pietro a Majella de Nàpols, sent llavors encomanat a Paolo Serrao, que en sis mesos de classes gratuïtes el preparà brillantment, i el jove finalment fou admès en el citat Conservatori, on estudià fins al 1890 composició amb Serrao, piano amb Giuseppe Martucci, Carolina Ferni (violí) i orgue amb Marco Enrico Bossi.
La seva primera òpera, Marina, va ser escrita amb ocasió del concurs Sonzogno, guanyat per Pietro Mascagni amb Cavalleria rusticana. L'òpera del jove compositor de Foggia, ja alabat per la crítica napolitana per alguna pàgina orquestral, quedà sisena entre 73 títols, i li agradà especialment a Filippo Marchetti que pronosticà un bon esdevenir per a Giordano. Per altra banda, l'editor, malgrat que no gaire satisfet pel treball del músic, es deixà convèncer per Leopoldo Mugnone per contractar-lo per una nova òpera. Va seguir Mala vita, amb llibret de Nicola Daspuro, basat en el drama Malavita de Salvatore Di Giacomo i Goffredo Cognetti, l'argument de la qual consisteix en un home que fa promesa de regenerar una prostituta si és guarit de tuberculosi. L'atrevit argument verista va crear un escàndol amb ocasió de l'estrena en el teatro Argentina de Roma el 1892, i fou acollida amb èxit, arribant a Viena on inclús agradà al severíssim crític Hanslik i a Berlín, per tornar finalment el 1897 en una nova versió i amb el títol de Il Voto al Líric de Milà. Els tres actes es desenvoluparen en uns baixos de Nàpols segons les regles del realisme més descarnat, a l'ombra d'una casa tancada. El que prengué en el públic de Roma i a l'estranger, per contra no agradà als napolitans que es prengueren com una ofensa personalíssima aquest drama brut, fet d'amors adúlters i de frases brutals, com Femmina infame, gli occhi ti strappo (Dona infame t'arrancaré els ulls). La reacció negativa del públic napolità fou realment en benefici del melodrama mateix, que en la seva edició milanesa fou objecte d'una dràstica revisió per part de l'autor.

## SorgeixAndrea Chénier
L'experiència operística següent determinà el moment més trist, quasi tràgic, de la vida de l'autor. L'obra titulada Regina Diaz, dos actes basats en el llibret de Maria di Rohan de Salvadore Cammarano per a Donizetti no va tenir gens d'èxit i no va ser representada més que dues vegades en el Teatre Mercadante de Nàpols el març de 1894. El primer a reaccionar fou Sonzogno, que acomiadà de manera fulminant a Giordano. El jove, desesperat, dubtà entre presentar-se a un concurs per a director de banda o a un altre per a director d'una escola d'esgrima, esport que practicava des d'infant. Franchetti va intervenir en favor seu convencent l'editor perquè el tornés a contractar i pogués estrenar-se Andrea Chenier, sobre tema i llibret de Luigi Illica. Es tancà el tracte i el músic es traslladà a Milà, on, com que no disposava de diners per pagar-se un allotjament, visqué durant un temps en un magatzem de pompes fúnebres. Una vegada escrita la partitura, començaren les dificultats per culpa d'Antonio Galli, en aquell moment conseller de Sonzogno. Segons ell, l'obra no tenia probabilitat d'èxit. Però l'assessor s'equivocava, i per sort intervingué Mascagni amb la pretensió que Andrea Chénier, basada en la vida del poeta francès de l'època de la Revolució Francesa André Chénier s'estrenés a La Scala. Destaca en aquesta obra la famosa ària La mamma morta, que Maria Callas, entre d'altres, interpretà magistralment.
Fou un triomf absolut, que inicià una ascensió sense límits, recolzada pel públic i la crítica a Nova York i Torí (amb Toscanini) aquell mateix any, i després a Moscou, Sant Petersburg, Buenos Aires, Londres (el 1907 amb Caruso), etc.
En els quatre actes d'Andrea Chénier, l'autor s'insereix magistralment en el més apassionat verisme, compartit amb entusiasme per Mascagni i Leoncavallo. El músic interpretà en versió lliure les aventures patriòtiques i poètiques del revolucionari francès Chénier, mort per l'enemic dos dies abans del final del Terror, el 1793. El llenguatge de Giordano, a través d'una tècnica melòdica i orquestral de gran atractiu per al públic, penetra psicològicament en els seus personatges. Gelosia i amors, odis i espionatges, poble i noblesa, poetes i acusadors públics troben aquí una credibilitat melodramàtica i una gran grapa teatral. L'eficàcia dels accents lírics es presenten en un admirable crescendo mercès a pàgines plenes de pathos, aviat convertides en populars. Un di all'azzurro spazio, Nemico della patria, La mamma morta, Come un bel di maggio, Vicino a te..., La nostra morte, etc. L'any d'Andrea Chénier fou propici per Giordano també en el camp afectiu i s'uní en matrimoni amb Olga Spatz.

## Fedora
Mentrestant, va compondre Fedora, en tres actes, sobre llibret d'Arturo Colautti basat en Sardou: el tema era especialment estimat pel compositor, des que als divuit anys presenciés el drama, magistralment interpretat per la gran Sarah Bernhardt. L'òpera fou feliçment muntada en el Líric de Milà el 1898, amb la Gemma Bellincioni i Enrico Caruso al davant del repartiment, i el mateix autor a la tarima. També Fedora donà aviat la volta al món. La seva millor edició fou la de Viena el 1900, amb la Bellincioni i Fernando de Lucia dirigits per Mahler, que no ocultà la seva admiració incondicional per aquest drama de saló. Però la crítica està d'acord amb col·locar Fedora a un nivell més baix que Andrea Chénier, encara que certs elements, ara policíacs, ara de paràbola eròtica, que esclaten en una mar de melodia, impressionen per la seva eficàcia realista i pel seu agut sentit teatral. O grandi occhi lucenti, Amor ti vieta di non amar, Mia madre, Vedi io piango, Dio di giustizia, etc. són peces que tot cantant considera avui com lluminoses metes i punts forts de referència lírica.

## La importància de Siberia
Després de Fedora, Giordano es dedicà amb tossuderia a Siberia, que, després de ser estrenada a La Scala el 1903 sota la batuta de Cleofonte Campanini i amb Giovanni Zenatello, Rosina Storchio, Fernando De Lucia, Antonio Pini-Corsi, passà després amb força èxit a altres teatres, tant italians com estrangers. Però l'acollida més gran i més indicativa, deguda a l'evolució en la mateixa escriptura de l'autor, tingué lloc a París, en dos teatres (el Sarah-Berndhardt i l'Òpera) el 1905. Aquí, entre els més entusiastes foren Gabriel Fauré, Lalo i Bruneau.
En el llibre Technique de l'orchestre moderne de Charles-Marie Widor, suplement del més famós tractat d'instrumentació de tots els temps, gràcies a la ploma de Berlioz, Siberia és l'única òpera citada de tot el repertori italià. Més tard, l'octubre de 1910, en honor de Sardou, el mateix Giordano fou invitat a dirigir el II acte de Fedora en l'Òpera. L'any següent fou l'únic italià que figurà en la cartellera d'aquell famós teatre, després del cas Verdi de 1870.

## Giordano es fa ric
Als favorables resultats melodramàtics s'uniren els econòmics: autèntiques fortunes que, entre altres coses, permetrien al músic convertir-se en l'amo d'una vil·la a Bavenó, a la que li fou donat el nom de Fedora. Aquí, Giordano, en ocasió de cada nou melodrama, ajudat pel seu llibretista i l'editor, solia plantar un arbret.
L'òpera següent va néixer precisament en aquesta vil·la; es tracta de Marcella, una dramàtica història d'amor entre un príncep pintor rus a París i una artista de cabaret. En tres actes sobre llibret de L. Stechetti basat en una novel·la curta de H. Cain i E. Adenis, Marcella s'estrenà en el Líric de Milà el 1907, dirigida per Etore Perosio i amb la Bellincioni i De Lucia com a intèrprets principals. Després de ser presentada també a Venècia, Niça i Nàpols, no s'estrenà a La Scala fins al 1938, protagonitzada en aquella ocasió per Magda Olivero i Tito Schipa sota la direcció orquestral de Franco Capuana.
Sense arribar a l'altura d'Andrea Chénier o de Fedora, Giordano va saber convertir una història simple i popular en una obra exquisidament afectuosa i sincera. La coherència de les seves conviccions estètiques s'hi troba ja en els subtítols dels tres actes: Trovata, Amata, Abbandonata; els de Siberia es deien La Donna, L'Amante i L'Eroina. En dues excel·lents pàgines per a tenor (Non conosciuto vo'con gli amici i Dolce notte misteriosa) es percep el sabor d'un realisme senzill, recolzat però per una magistral tècnica harmònica, orquestral i tonal. Igual que a Siberia, Giordano s'enriqueix espiritualment i escènica amb matisos impressionistes de gran suport instrumental, que contribueixen a fer que no decaigui el seu profund verisme, essencialment vinculat al llibret.

## Giordano evoluciona
Giordano solia comparar l'òpera lírica amb una tauleta de dues potes: Una pota és el llibret, l'altra, la música. Perquè l'òpera no trontolli i caigui, ha d'anar ben recolzada sobre les dues potes, rectes i solides. En aquest moment de l'evolució del músic es nota el retorn de Salvatore Di Giacomo (que ja havia col·laborat amb ell a Mala vita) autor del llibret de Mese mariano, d'un realisme quotidià en el context d'un acte únic. En l'estrena en el teatre Maximo de Palerm el 1910, amb Livia Berlendi i el director Leopoldo Mugnone, el públic es trobà enfront d'un simpàtic retrat de la vida diària en un jardí d'infància, amb un entranyable intermezzo i el Racconto di Carmela de gran sentit poètic.
Després de cinc anys li tocà el torn a Madame Sans-Gêne, en tres actes sobre llibret de R. Simoni basat en la famosa comèdia de Sardou i Moreau. La nova òpera coincidí amb el debut de Toscanini en el Metropolitan de Nova York, el 1915, comptant entre els seus intèrprets amb Geraldine Farrar, Giovanni Martinelli i Pasquale Amato. Es tracta de l'única òpera còmica d'Umberto Giordano. Segons els biògrafs fou Verdi qui li suggerí el tema per aquesta òpera en una trobada en un hotel de Milà, per l'època d'Andrea Chénier. Verdi responent a Giordano, que volia introduir la figura de Napoleó en una òpera, apuntà que una cosa era l'autoritari militar amb la mà en el pit i una molt diferent presentar una figura més humana, amb sabatilles.
El mestre de Foggia decidí després escriure Madame Sans-Gêne en restar captivat per una actuació a París de Gabrielle Charlotte Réju coneguda com a Gabrielle Réjane, protagonista de la comèdia de Sardou i Moreau, perfecta en el seu rol de safaretgera-mariscala. Tots dos fills del poble, és a dir la safaretgera i el sergent, units per un amor conjugal sincer i net, foren suficients per a crear una obra deliciosa que desgraciadament avui es recorda sols per la famosa pàgina Che me ne faccio. Després de l'estrena en el Metropolitan, Madame Sans-Gêne passà a França i a Itàlia, triomfant especialment en el Reggio de Torí amb Maria Farneti, a Florència amb Giuseppina Cobelli i en l'Òpera Còmica amb Marthe Davelli, Charles Fontaine i Jean Périer, dirigint l'orquestra el mateix autor.

## Parèntesi poc afortunat
Després seguí un parèntesi poc afortunat, amb la col·laboració del baró Alberto Franchetti per la comèdia musical entres actes Giove a Pompei sobre llibret d'Illica i de Romagnoli, estrenada en el teatre a l'aire lliure La Parila de Roma, el 1921. A Giove a Pompei, l'expressió melòdica de Giordano degué acomodar-se a aquesta tècnica de Franchetti que la critica titllà de senatorial. Així s'arriba, a les dues últimes òperes d'Umberto Giordano. La primera d'elles, La cena delle beffe, es basa en l'obra de Sem Benelli. L'òpera en quatre actes, s'estrenà a La Scala el 20 de desembre de 1924 sota la direcció de Toscanini i amb intèrprets de primera fila, com Hipòlit Lazaro, Benvenuto Franci i Carmen Melis. També en les seves posteriors representacions a Roma, Gènova, en el Metropolitan de Nova York, a Hamburg, Niça, etc., La cena delle beffe, fou acollida pel públic amb grans aplaudiments, tingué la sort de ser entonada per cantants molt famosos, com Lauri-Volpi, Mercedes Llopart, Beniamino Gigli, Titta Ruffo. Han desaparegut del repertori habitual pàgines en les quals destacaven Calato in Arno...Ahi che tormento (acte I), Misvesti (acte II), i Mi chiamo, Lisabetta (acte III), malgrat la seva estructura narrativa. L'òpera es presentà a Hamburg en la primavera de 1929 en llengua alemanya, sota el títol de Das Mahl der Spoetter.
L'última composició teatral de Giordano, precedida en realitat pel ballet L'astro magico sobre argument de G. Forzano (1928), fou Il re, sobre llibret del mateix Forzano, estrenada el 1929 en La Scala, sota la direcció de Toscanini i amb la interpretació de Armand Crabbé, Toti Dal Monte, Angelica Cravcenco, Enzo De Muro Lomanto i Tancredi Pasero. En els mesos següents passà a Roma, Torí, Berlín (en la Staatsoper en la traducció alemanya de W. Dahms, el 1929 sota la batuta de Leo Blech), a Praga i a Budapest (en la traducció hongaresa de Károly Kristóf). El mateix que La cena delle beffe, Il re no compta actualment entre les obres més destacades de Giordano. El mateix any 1929, el mestre fou nomenat Acadèmic d'Itàlia i deixà pràcticament de compondre. Tan sols llavors va escriure algunes peces de menor relleu, com cançons i lInno del Decennale (1933).

## Immers en noves vies (Verisme)
Resulta interessant destacar que, ja en Andrea Chénier, Giordano es mostrà partidari de l'escriptura musical en el pentagrama amb sons reals. Amb aquest nou sistema va fer publicar totes les simfonies de Beethoven, així com fragments simfònics de diverses òperes. El músic va compondre a més la música d'escena per al Cesar de Forzano, estrenada en el Teatre Municipal de Florència per la primavera de 1939, i que constitueix sense cap mena de dubte la seva última composició en sentit absolut.
Enfront de la revalorització de l'art i de la figura humana de Giordano per obra de musicòlegs com Paribeni, Della Corte, Monaldi, Giazotto, De Rensis, Cellamare, Morini, etc., i malgrat que Andrea Chénier i Fedora continuen incloent-se triomfalment en els cartells d'arreu del món, existeix per desgràcia un sector de la musicologia que dubta en reconèixer el llenguatge verista no tan sols de Giordano, sinó també de Mascagni i Leoncavallo. Actualment, resulta oportú reconsiderar l'art de Giordano, tenint en compte a més les premisses històriques de la seva formació en l'àmbit de l'escola napolitana. El seu estil, en sintonia en l'àmbit de l'escola napolitana, amb el món francès de Bizet i especialment amb l'esperit de Carmen, posseeix uns matisos veristes típics del XVIII a Nàpols, i no tan sols de la figura de Serrao, que s'educà musicalment.

L'arrel d'aquest verisme s'ha de trobar en els temps de Giacomo Tritto, de Nicola Zingarelli, de Saverio Mercadante: una gamma de colors que Giordano va saber apreciar en la partitura divina (com ell mateix digué) de Carmen, i recrea en les seves pròpies òperes, amb una gran força melòdica. Les seves conviccions musicals resten resumides en aquestes poques paraules que Giordano mateix va escriure a Milà el 1942:
| « | En totes les èpoques s'ha parlat de música moderna i música passada. Aquestes discussions han estat sempre inútils i no han arribat a cap conclusió, especialment en l'òpera melodramàtica. L'únic cert és que en aquesta, el predomini musical s'ha de trobar en l'escenari, és a dir, en la part vocal. I això es demostra en totes les grans obres de qualsevol època o escola. | » |

## Altres òperes
- Mala vita (1892)
- Il Voto (1902)
- Siberia (1903, reestrenada el 1927)
- Marcella (1907)
- Mese mariano (1910)
- Madame Sans-Gêne (1915)
- La cena delle beffe (1924)
- Il re (1929)
- La festa del Nilo (incompleta)